# Sucre (staat)
Sucre is een van de 23 deelstaten van Venezuela. Het heeft een oppervlakte van 11.800 km² en kent 896.291 inwoners (2011). De hoofdstad van de deelstaat is de stad Cumaná.

## Gemeenten
Sucre bestaat uit vijftien gemeenten:
| Nr. | Gemeente             | Inwoners | Hoofdplaats           | Inwoners |
| --- | -------------------- | -------- | --------------------- | -------- |
| 1   | Andrés Eloy Blanco   | 30.981   | Casanay               | 15.000   |
| 2   | Andrés Mata          | 25.888   | San José de Aerocuar  | 11.162   |
| 3   | Arismendi            | 58.114   | Río Caribe            | 32.019   |
| 4   | Benítez              | 41.187   | El Pilar              | -        |
| 5   | Bermúdez             | 174.230  | Carúpano              | 138.798  |
| 6   | Bolívar              | 27.594   | Marigüitar            | -        |
| 7   | Cajigal              | 24.086   | Yaguaraparo           | -        |
| 8   | Cruz Salmerón Acosta | 44.811   | Araya                 | -        |
| 9   | Libertador           | 12.586   | Tunapuy               | 4.505    |
| 10  | Mariño               | 24.555   | Irapa                 | 9.500    |
| 11  | Mejía                | 18.144   | San Antonio del Golfo | 4.577    |
| 12  | Montes               | 69.756   | Cumanacoa             | -        |
| 13  | Ribero               | 67.930   | Cariaco               | 50.000   |
| 14  | Sucre                | 470.848  | Cumaná                | 260.703  |
| 15  | Valdez               | 40.000   | Güiria                | 40.000   |

| Detailkaart                                                                                         |
| --------------------------------------------------------------------------------------------------- |
| Caraïbische Zee Golf van Paria Anzoátegui Monagas Nueva Esparta 1 2 3 4 5 6 7 8 9 10 11 12 13 14 15 |
| Gemeenten                                                                                           |